# Panser
|  | Flytteforslag Denne side er foreslået flyttet til Panser (militær). Klik her for at se flytteforslaget. Begrundelse: Panser er andet en panser til militære køretøjer. |

Militære køretøjer er tit pansrede for at kunne modstå anslaget fra sprængstykker, projektiler eller granater, så soldaterne i køretøjet (besætningen og eventuelt opsiddet infanteri) er beskyttet mod fjendtlig ild. Køretøjets design og formål bestemmer omfanget af pansringen. Legeringer til fremstilling af pansrede køretøjer har en høj vægtfylde og svær pansring kræver derfor stor motorkraft for at opnå den ønskede mobilitet.
De tungest pansrede køretøjer i dag er kampvogne, der er kamptroppernes spydspids og er designet til at modstå panserværnsvåben, panserprojektiler, NBC-trusler og sprængstykker fra krumbaneild fra artilleri. Den israelske Merkava kampvogn er designet således, at hver eneste komponent fungerende som ekstra panser til beskyttelse af personellet. Ydre panser er modulært, hvilket gør det muligt hurtigt at udskifte beskadiget panser.
Et godt panser betyder ikke jo tykkere, desto bedre, idet et velovervejet design kan spare materiale og dermed vægt. En skrånende flade vil virke bedre beskyttende end en lodret, da nogle træffere vil glide af på den skrå flade, og de træffere, der ikke glider af, skal trænge skråt gennem panseret og dermed gå gennem mere materiale.
En anden detalje er beskyttelse mod hulladninger, hvor der er anbragt et tyndt ydre panserlag, eksempelvis i form af en bælteskærm, i en vis afstand fra den egentlige pansring. En hulladning virker bedst ved direkte anslag mod panseret, og dette er bygget ind i granaten. Når granaten detonerer mod det ydre lag, opnår ladningen ikke den nødvendige kraft til at gennemtrænge det egentlige panser.